# ترنسرها ۴
ترنسرها ۴ (به انگلیسی: Trancers 4) یا ترنسرها ۴: شمشیر جک (به انگلیسی: Trancers 4: Jack of Swords!) فیلمی ویدئویی محصول سال ۱۹۹۴ و به کارگردانی دیوید ناتر است. در این فیلم بازیگرانی همچون تیم تامرسون، استیسی رندال، تای میلر، تری ایونز، مارک آرنولد، کلب هارتلی، آلن اوپنهایمر، لاکلین مونرو، جف مولدووان، استیفن ماچت، آدریان پینتئا، رنا هارتنر و جیک رابرتز ایفای نقش کرده‌اند.